# Life on Other Planets
Life On Other Planets — четвёртый студийный альбом английской группы Supergrass, вышедший в сентябре 2002 года  на лейбле Parlophone. Альбом достиг третьего места в чартах Великобритании. В Австралии свободный компакт-диск содержал также некоторые концертные треки.

## Список композиций

### Основное издание
CD 5418002 LTD. ED. 12" (with free poster) 5418001
Слова и музыка всех песен — Supergrass.
| №                   | Название | Длительность |
| ------------------- | --- | ------------ |
| 1.                  | «Za» | 3:04         |
| 2.                  | «Rush Hour Soul» | 2:55         |
| 3.                  | «Seen the Light» | 2:25         |
| 4.                  | «Brecon Beacons» | 2:56         |
| 5.                  | «Can't Get Up» | 4:02         |
| 6.                  | «Evening of the Day» (The track is in fact a tribute to Spinal Tap song "All the Way Home", with the lyric "If she's not on that 3:15, then I'm gonna know what sorrow means.") | 5:18         |
| 7.                  | «Never Done Nothing Like That Before» | 1:43         |
| 8.                  | «Funniest Thing» | 2:29         |
| 9.                  | «Grace» | 2:30         |
| 10.                 | «La Song» | 3:43         |
| 11.                 | «Prophet 15» | 4:05         |
| 12.                 | «Run» | 5:28         |
| Общая длительность: | Общая длительность: | 40:38        |

### Японское издание
CD TOCP 66003 (JPN only)
Японский релиз включает помимо треков, перечисленных выше, ещё два:
| №   | Название          | Длительность |
| --- | ----------------- | ------------ |
| 13. | «Velvetine»       | 3:39         |
| 14. | «Electric Cowboy» | 5:09         |

### Расширенное издание
Enhanced CD 440 063 685-2 (US only)
Содержит те же самые треки, что и стандартный выпуск, и дополнительные:
| №  | Название                 | Длительность |
| -- | ------------------------ | ------------ |
| 1. | «Grace» (видео)          | 2:37         |
| 2. | «Seen The Light» (видео) | 2:45         |